# Драммонд, Уильям (шотландский поэт)
Уильям (Вильям) Драммонд (вариант — «Дрюмонд», известен также как «Драммонд из Готорндена», англ. William Drummond of Hawthornden, 13 декабря 1585 — 4 декабря 1649) — шотландский поэт школы Спенсера.
Отличался большой учёностью (превосходно знал латинскую, греческую и древнееврейскую литературу, а также и современную ему английскую, французскую, испанскую, итальянскую и другие).
Мотивы его лирики в основном мистико-меланхолические. Драммонд стал знаменит главным образом благодаря оставленной им записи своих бесед с Беном Джонсоном, который посетил его в 1618. Запись эта вызвала много толков у историков литературы в связи с исследованием эпохи Шекспира.
В печати появилась в 1711, переиздана в 1842, но в полном виде, тщательно сверенная с уцелевшими рукописными копиями, вышла только в 1923. С. Л. Стейнер в своей работе «Бен Джонсон и Драммонд» (1925) доказывает, что «Запись» является подделкой. Другие учёные считают это мнение недостаточно обоснованным.
Поэмы Драммонда изданы для Maitland Club (1832), by P. Cunningham (1833), W. B. Turnbull (1857), W. С. Ward (1894), Prof. L. E. Kastner, 2 vv. (1913); Drummond of Hawthornden, Ben Jonson’s conversation with, by R. E. Patterson, L. 1923.